# Fiat 1
Fiat 1 (а также Fiat Tipo 1, Fiat 1 Fiacre, Fiat 12-15 HP) — легковой автомобиль, выпускавшийся компанией Fiat с 1908 по 1910 год.
На автомобиль устанавливался двигатель, объемом 2200 куб. см., мощностью 16 л.с., который позволял развивать скорость до 70 км/ч. Вслед за итальянской компанией Aquila, начиная с модели «1» Fiat стал выпускать четырёхцилиндровые двигатели в одном блоке. Автомобиль использовал в высоковольтную катушку зажигания — продвинутое техническое решение в то время.
Всего произведено около 1600 автомобилей. Модель предполагалось использовать как такси и в этом качестве Fiat 1 разъезжал по улицам Нью-Йорка, Лондона, Парижа и других городов.